# 제2기 브뤼닝 내각
제2기 브뤼닝 내각은 하인리히 브뤼닝을 총리로 1931년 10월 10일부터 1932년 6월 1일까지 존속했던 바이마르 공화국의 내각이다.

## 내각 명단
| 직책         | 초상 | 초상 | 성명                            | 정당            | 비고                                      |
| ------------ | ---- | ---- | ------------------------------- | --------------- | ----------------------------------------- |
| 총리         |      |      | 하인리히 브뤼닝 (1885~1970)     | 중앙당          |                                           |
| 부총리       |      |      | 헤르만 디트리히 (1879~1954)     | 국가당          |                                           |
| 외무장관     |      |      | 하인리히 브뤼닝 (1885~1970)     | 중앙당          |                                           |
| 내무장관     |      |      | 빌헬름 그뢰너                   | 무소속          |                                           |
| 재무장관     |      |      | 헤르만 디트리히 (1879~1954)     | 국가당          |                                           |
| 경제장관     |      |      | 율리우스 쿠르티우스 (1877~1948) | 인민당          | 1929년 11월 11일까지                      |
| 경제장관     |      |      | 파울 몰덴하워 (1876~1947)       | 인민당          | 1929년 11월 11일부터 1929년 12월 23일까지 |
| 경제장관     |      |      | 로베르트 슈미트                 | 사민당          | 1929년 12월 23일부터                      |
| 노동장관     |      |      | 아담 슈테거발트                 | 중앙당          |                                           |
| 법무장관     |      |      | 쿠르트 조엘 (1865~1945)         | 무소속          |                                           |
| 국방장관     |      |      | 빌헬름 그뢰너                   | 무소속          |                                           |
| 스포츠장관   |      |      | 게오르크 제첼                   | 바이에른 인민당 |                                           |
| 교통장관     |      |      | 테오도어 폰 게라르트            | 중앙당          | 1929년 2월 6일까지                        |
| 교통장관     |      |      | 게오르크 제첼                   | 바이에른 인민당 | 1929년 2월 7일부터 1929년 4월 13일까지    |
| 교통장관     |      |      | 아담 슈테거발트                 | 중앙당          | 1929년 4월 13일부터                       |
| 식품농업장관 |      |      | 헤르만 디트리히 (1879~1954)     | 민주당          |                                           |
| 점령지역장관 |      |      | 테오도어 폰 게라르트            | 중앙당          | 1929년 2월 6일까지                        |
| 점령지역장관 |      |      | 요제프 비르트 (1879~1956)       | 중앙당          | 1929년 4월 13일부터                       |